# Кутура-Паситано (Палермо)
Кутура-Паситано је насеље у Италији у округу Палермо, региону Сицилија.
Према процени из 2011. у насељу је живело 15 становника. Насеље се налази на надморској висини од 5 м.